# M. スター
M. スター（M. Star、エム・スター）は、商船三井が運航している原油タンカーで、2008年川崎造船坂出工場で竣工した。川崎造船が建造している315,000重量トン型VLCCの一隻で、船籍はマーシャル諸島である。

## 損傷事件
2010年7月28日午前0時30分頃（現地時間）アラブ首長国連邦のダスアイランド港から千葉港へ向け原油270,204トンを積載して航行中、
ホルムズ海峡西方で外部からのテロ攻撃と思われる爆発により、船体右舷後部がへこむ等の損傷を受け、乗員1名が軽傷。
原油の流出等はなく、自力航行にも支障はなかったが、急遽アラブ首長国連邦のフジャイラ港に入港して調査を行った。
本船はその後日本へ向け出港し、8月24日京葉シーバースに到着して原油を一部降ろし、続いて入港した坂出港で全ての原油を降ろした後、
8月28日修理のためシンガポールへ向け出港した。
爆発事件の際、不審な動きをする小型船がレーダーに映っており、アルカイダ系テロ組織の犯行声明があったが、犯人は不明のままである。